# Dakota Blue Richards
Dakota Blue Richards  (Londres, 11 de abril de 1994) é uma atriz britânica, que ficou mundialmente famosa após estrear no filme A Bússola de Ouro, onde interpretou a protagonista Lyra Belacqua. Ela também foi protagonista de outro filme, O Segredo do Vale da Lua, que foi lançado em fevereiro de 2009.

## Biografia
Dakota nasceu em Londres, filha de Michaela Richards, uma assistente social. A identidade do pai não é de conhecimento público, o seu nome não aparece em sua certidão de nascimento e ela foi criada apenas pela mãe. Ela não vê o pai há muitos anos. Dakota Blue recebeu esse nome porque sua mãe queria uma combinação de um lugar e uma cor.
A família mudou-se para Brighton logo após o nascimento de Dakota, onde frequentou a St. Paul's Primary School. Nos fins de semana, ela tomava aulas de teatro e, às vezes faltaram à escola para ir a audições. Ela era uma participante ativa nas peças escolares, mas perdeu o papel de Maria na peça de Natal. Aos onze anos passou a frequentar a K-BIS Theatre School. Dakota sempre gostou de atuar, mas considerava "apenas um hobby divertido" e "nunca pensei que eu ia começar a fazê-lo profissionalmente".

## Carreira
Em 2006, Dakota, e mais dez mil garotas, compareceram aos testes em Cambridge para interpretar Lyra Belacqua. Em julho do mesmo ano, os diretores de elenco premiaram Dakota com o papel depois de analisarem seus testes. Dakota, sendo uma fã do livro Northerns Lights, e dos outros livros da coleção His Dark Materials, assistiu à versão de teatro no National Theatre.
Dois anos depois, interpretou "Bella Merryweather Bomtempo", uma garota que acaba de ficar órfã e vai morar com o tio "Benjamim", no filme O Segredo do Vale da Lua.
Em 2011 e 2012, participou da série britânica Skins na 5ª e 6ª temporada como Franky Fitzgerald.

## Filmografia
| Filmes    | Filmes                   | Filmes                        | Filmes      |
| Ano       | Título                   | Papel                         | Notas       |
| --------- | ------------------------ | ----------------------------- | ----------- |
| 2007      | A Bússola de Ouro        | Lyra Belacqua                 | Filme       |
| 2007      | A Bússola de Ouro        | Lyra Belacqua                 | Video Game  |
| 2008      | O Segredo do Vale da Lua | Maria Merryweather            | Filme       |
| 2008      | Dustbin Baby             | April                         | Para TV     |
| 2009      | Five Miles Out           | Cass                          | Disco       |
| 2011      | Skins                    | Francesca "Franky" Fitzgerald | Série de TV |
| 2012      | Skins                    | Francesca "Franky" Fitzgerald | Série de TV |
| 2013      | Lightfields              | Eve                           | Série de TV |
| 2014      | The Fold                 | Eloise Ashton                 |             |
| 2014      | Girl Power               | Cassey                        | Curta       |
| 2016      | ChickList                | Zoe                           | Filme       |
| 2016-2017 | Endeavour                | WPC Shirley Trewlove          | Série de TV |
| 2018      | 52 Story Minutes         | Blue                          | Série de TV |
| 2019      | Beecham House            | Margaret Osborne              | Série de TV |

## Prêmios & Indicações
| Prêmios | Prêmios   | Prêmios               | Prêmios                                            | Prêmios           |
| Ano     | Resultado | Premiação             | Categoria                                          | Título            |
| ------- | --------- | --------------------- | -------------------------------------------------- | ----------------- |
| 2008    | Indicada  | Young Artist Awards   | Melhor Performance em Filme - Ator Jovem Principal | A Bússola de Ouro |
| 2008    | Indicada  | National Movie Awards | Melhor Performance - Feminino                      | A Bússola de Ouro |
| 2008    | Indicada  | ALFS Award            | Estreante Britânica - Atuação                      | A Bússola de Ouro |
| 2008    | Indicada  | Critics Choice Awards | Melhor Atriz Jovem                                 | A Bússola de Ouro |
| 2008    | Indicada  | Saturn Awards         | Melhor Performance de Jovem Atriz                  | A Bússola de Ouro |